# 박창선
박창선(朴昌善, 1954년 2월 2일 ~ )은 은퇴한 대한민국의 축구 선수 출신 축구 지도자이다. 현역 시절 포지션은 미드필더였다.

## 클럽 경력
1977년부터 실업팀이었던 포항제철 축구단에서 활약했다. 1978년부터 1979년까지 군 문제로 인해 육군 축구단에서 활약했다.
1983시즌을 앞두고 할렐루야 축구단으로 이적했다. 1983년 5월 8일 열린 K리그 첫 경기에서 70분에 동점골을 기록하며 팀의 1-1 무승부를 기록했다. 1983시즌 K리그에서 15경기에 나와 3골 6도움을 기록했으며 K리그 초대 도움왕에 올랐다. 
1984시즌을 앞두고 대우 로얄즈로 이적했다. 1984시즌 대우에서 K리그 28경기 6골 7도움을 기록했으며 1984년 11월 10일에 열린 유공 코끼리와의 챔피언 결정전 1차전 경기에서 42분 동점골을 넣으며 팀의 우승에 일조했다. 시즌 종료 후 1984년 K리그 MVP를 차지했다.
1987시즌을 앞두고 유공 코끼리로 이적했다. 시즌 종료 후 현역에서 은퇴했다..

## 국가대표팀 경력
1979년 9월 8일 열린 대통령배 국제축구대회 수단 축구 국가대표팀과의 경기에서 국가대표팀 데뷔전을 치렀다. 1979년 9월 16일 열린 방글라데시와의 대통령컵 경기에서 국가대표팀 데뷔골을 기록했다. 
1984년 AFC 아시안컵에 참여하는 대한민국 축구 국가대표팀에 차출되었다. 박창선은 대회에서 4경기에 출전했다.
1986년 FIFA 월드컵에 참여하는 대표팀 명단에 포함되었다. 대회 조별리그 1차전인 아르헨티나와의 경기에서 대한민국의 월드컵 첫 골을 기록했다. 이골은 한국의 월드컵 출전사에 기록된 역사적인 첫 득점이다.
1986년 아시안 게임에 출전하는 대한민국 대표팀에 차출되었다. 박창선은 조별리그 1차전인 인도와의 경기에서 득점을 기록하며 팀의 3-0 승리를 이끌었다. 조별리그 3차전인 중국과의 경기에서도 골을 넣었다. 박창선은 토너먼트에서도 전 경기에 출전하며 대한민국의 금메달 획득에 기여했다. 
박창선은 국가대표팀에 은퇴할 때까지 34경기에 나와 9골을 넣었다.

## 지도자 경력
1992년부터 동아고등학교의 축구부 감독을 맡았다.
1993년에는 경희대학교의 감독으로 자리를 옮겼다.
1998년 대한민국 U-20 감독을 역임했으나 체육특기생 비리 사건 때문에 자진 사퇴했으며 그 이후 한동안 경희대학교 축구부 감독직에만 전념해 왔다가 잠시 미국 이민을 떠나기도 했다. 
현재는 본인의 이름을 건 축구교실을 운영하고 있다.

## 국제대회 득점
| 날짜             | 장소       | 상대           | 득점 | 결과               | 대회                                |
| ---------------- | ---------- | -------------- | ---- | ------------------ | ----------------------------------- |
| 1979년 9월 16일  | 인천       | 방글라데시     | 1    | 9-0                | 대통령배 국제축구대회               |
| 1984년 10월 4일  | 서울       | 카메룬         | 1    | 5-0                | 친선경기                            |
| 1984년 10월 19일 | 콜카타     | 인도           | 1    | 1-0                | 1984년 AFC 아시안컵 예선            |
| 1985년 5월 19일  | 서울       | 말레이시아     | 1    | 2-0                | 1986년 FIFA 월드컵 아시아 지역 예선 |
| 1985년 6월 6일   | 대전       | 태국           | 1    | 3-2                | 대통령배 국제축구대회               |
| 1986년 6월 2일   | 멕시코시티 | 아르헨티나     | 1    | 1-3                | 1986년 FIFA 월드컵                  |
| 1986년 9월 20일  | 부산       | 인도           | 1    | 3-0                | 1986년 아시안 게임                  |
| 1986년 9월 28일  | 서울       | 중화인민공화국 | 1    | 4-2                | 1986년 아시안 게임                  |
| 1986년 10월 1일  | 서울       | 이란           | 1    | 1-1 (승부차기 6-5) | 1986년 아시안 게임                  |

## 수상

### 팀
- 대우 로얄즈
  - K리그 우승: 1984

- 대한민국
  - 아시안게임 금메달: 1986

### 개인
- K리그 도움왕: 1983
- K리그 MVP: 1984
- K리그 베스트 11: 1983, 1984